# Oblaten des heiligen Joseph

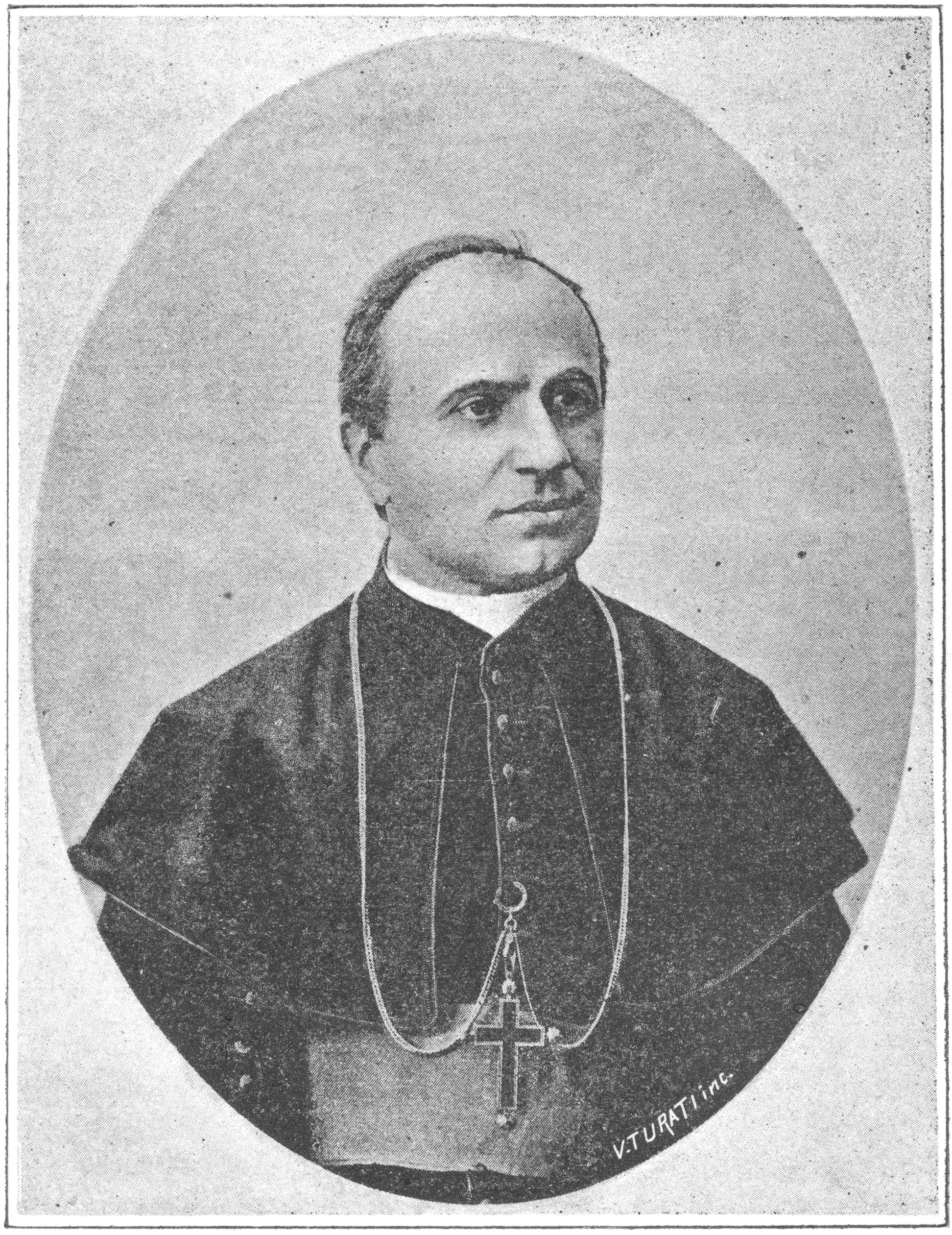
Giuseppe Marello (Ordensgründer)

Die Oblaten des heiligen Joseph (auch Josephiner von Asti; lateinisch: Congregatio Oblatorum S. Ioseph (Astæ Pompejæ), Ordenskürzel: OSI oder OSJ, nach lat. oblatus ‚geopfert‘, ‚dargebracht‘) sind eine Ordensgemeinschaft innerhalb der katholischen Kirche. 
Der Orden wurde am 14. März 1878 durch den 2001 heiliggesprochenen italienischen Bischof Giuseppe Marello gegründet. Er erhielt am  11. April 1909 die Anerkennung als Institut päpstlichen Rechts sowie die endgültige Anerkennung der römischen Kurie am 1. Dezember 1929. Ordenssitz ist in Rom (via Boccea 364) bei der Titelkirche San Giuseppe all’Aurelio.
Die Josephiner von Asti engagieren sich in der Pfarrseelsorge, im missionarischen Apostolat, für die Bildung junger Menschen und in der Jugendarbeit. Sie sind derzeit in Afrika (Nigeria), in Amerika (Bolivien, Brasilien, El Salvador, Mexiko, Peru, USA), in Asien (Philippinen, Indien), in Europa (Italien, Spanien, Polen, Deutschland) und Ozeanien (Australien) aktiv.

## Superioren
- 1878–1895 Giuseppe Marello
- 1969–1975 Mario S. Buttini
- 1988–2000 Vito Calabrese
- 2000–2006 Lino Mela
- 2006–2018 Michele Piscopo
- 2018–0000 Jan Pelczarski[3][2]